# Saint-Léger, Alpes-Maritimes

Saint-Léger este o comună în departamentul Alpes-Maritimes din sud-estul Franței. În 1 ianuarie 2022 avea o populație de 57 de locuitori.